# Onthophagus neostenocerus
Onthophagus neostenocerus é uma espécie de inseto do género Onthophagus, família Scarabaeidae, ordem Coleoptera.

## História
Foi descrita cientificamente por Goidanich em 1926.